# حسن مخبر فرهمند
میرزا حسن مخبر حضور (۱۲۶۲خ همدان – نامعلوم) با نام خانوادگی مخبر فرهمند نماینده مجلس شورای ملی در دوره پهلوی بود.
میرزا حسن فرزند میرزا حسین کریم‌السطان، تحصیلاتش را در همدان آغاز کرد و در دارالفنون تهران به پایان برد. سپس به استخدام پست و تلگراف درآمد. مدارج ترقی را طی کرد تا به ریاست پست و تلگراف چند شهرستان رسید. در حدود ۱۲۹۷ به همدان بازگشت و رئیس پست و تلگراف همدان شد. در انتخابات دوره پنجم مجلس شورای ملی نامزد شد اما رأی نیاورد. در انتخابات دوره بعدی که پس از به سلطنت رسیدن رضاشاه انجام گرفت، به کمک ضیاءالملک فرمند دیگر نماینده همدان که از پشتیبانی نظامیان برخوردار بود، رأی آورد و وارد مجلس شد. این انتخابات اعتراض‌های زیادی در همدان برانگیخت، ناظران انتخابات استعفا دادند و شکایات بسیار زیادی به تهران فرستاده شد. در مجلس حسن مدرس به اعتبارنامه مخبر فرهمند اعتراض کرد و علاوه بر او، ملک‌الشعراء بهار نیز در مخالفت با صحت انتخابات همدان و اعتبارنامه مخبر فرهمند در مجلس سخن گفتند اما نمایندگان که اکثریتشان به هواداران رضاشاه تعلق داشتند، به اعتبارنامه او رأی موافق دادند.
مخبر فرهمند در دوره بعدی مجلس شورای ملی (هفتم) نیز بر کرسی همدان نشست و از دوره هشتم تا سیزدهم نماینده ملایر، نهاوند و تویسرکان بود. در دوره‌های چهاردهم و شانزدهم بار دیگر به نمایندگی همدان انتخاب شد. در دوره اخیر، سالخورده‌ترین نماینده و رئیس سنی مجلس بود.
پسرش جعفر مخبر فرهمند، پزشک تحصیلکرده پاریس بود که در بهداری بانک ملی کار می‌کرد و به تدریس در دانشگاه اشتغال داشت. او در دوره بیستم نماینده همدان در مجلس شورای ملی شد.